# Palmitoleylalkohol
Palmitoleylalkohol ist eine chemische Verbindung aus der Gruppe der ungesättigten Fettalkohole. Es handelt sich dabei um ein Alkenol mit 16 C-Atomen und cis-konfigurierter Doppelbindung an Position C-9. Der entsprechende Alkohol mit trans-Konfiguration ist Palmitelaidylalkohol.

## Vorkommen
Palmitoleylalkohol kommt in Form seines Acetates als Insektenpheromon vor.

## Gewinnung und Darstellung
Palmitoleylalkohol kann durch Hochdruckhydrierung von Methylpalmitoat gewonnen werden.